# Cantonul Osijek-Baranja
Cantonul Osijek-Baranja este una dintre cele 21 unități administrativ-teritoriale de gradul I ale Croației. Are o populație de 330.506 locuitori (2001). Reședința sa este orașul Osijek. Cuprinde 7 orașe și 35 comune.